# NYC 22
NYC 22 ou NY 22 au Québec est une série télévisée américaine en treize épisodes de 43 minutes produite par Robert De Niro et Jane Rosenthal dont quatre épisodes ont été diffusés entre le 15 avril 2012 et le 6 mai 2012 sur le réseau CBS et en simultané au Canada sur le réseau Global. Les épisodes restants ont été diffusés à partir du 7 juillet 2012 sur CBS.
En France, la série est diffusée depuis le 24 mars 2013 sur Série Club et depuis le 26 août 2013 sur M6 et au Québec à partir du 28 mai 2013 sur Séries+. Néanmoins, elle reste inédite dans les autres pays pays francophones.

## Synopsis
La série suit six nouveaux policiers du NYPD patrouillant les rues de Manhattan. Les nouveaux stagiaires incluent Jennifer « Maison Blanche » Perry, vétéran de la guerre d'Irak au sein de la police militaire, Ray « Lazarus » Harper, un ancien journaliste, Tonya Sanchez, dont la famille a eu de nombreux démêlés avec la justice, Ahmad Kahn, un immigré afghan, Kenny McClaren, qui représente la quatrième génération de policiers dans sa famille, et Jayson « Jackpot » Toney, une jeune légende du basket-ball qui a gaspillé ses chances à la NBA.
Leur instructeur est Daniel « Yoda » Dean, un vétéran qui a passé 25 ans dans les forces de l'ordre. L'équipe est complétée par le sergent Terry Howard, un officier en civil spécialisé dans la lutte contre les gangs et la grande criminalité.

## Distribution

### Acteurs principaux
- Adam Goldberg (VF : Luc Boulad) : Ray « Lazarus » Harper
- Leelee Sobieski (VF : Marie Zidi) : Jennifer « Maison Blanche » Perry
- Stark Sands (VF : Taric Mehani) : Kenny McClaren
- Judy Marte (en) (VF : Laëtitia Lefebvre) : Tonya Sanchez
- Harold House Moore (VF : Olivier Chauvel) : Jayson « Jackpot » Toney
- Tom Reed (VF : Yann Peira) : Ahmad « Kiterunner » Kahn
- Felix Solis (VF : Marc Saez) : Le sergent Terry Howard
- Terry Kinney (VF : Patrick Borg) : Daniel « Yoda » Dean

### Acteurs récurrents
- Daniel Sauli (VF : Yann Guillemot) : Joe Martini
- Robert Kelly (en) (VF : Jean-Luc Atlan) : George Moore (12 épisodes)
- Genevieve Hudson-Price (VF : Armelle Gallaud) : Dana Apple (10 épisodes)
- Victor Williams (VF : Pascal Casanova) : Le sergent Micheal Conrad (6 épisodes)
- Sonequa Martin-Green (VF : Carole Gioan) : Michelle Terry (5 épisodes)
- Victor Cruz (VF : Vincent Ribeiro) : Juan Torres (4 épisodes)
- Casey Siemaszko (VF : Pierre Tessier) : Le sergent Allen Blume (3 épisodes)
- Skipp Sudduth (VF : Patrice Melennec) : L'inspecteur Tommy Luster (3 épisodes)
- Lenny Venito (VF : Philippe Peythieu) : L'inspecteur Mascis (3 épisodes)
- Lizzy DeClement (VF : Camille Gondard) : Ruby Harper (3 épisodes)

- Version française
  - Société de doublage : East-West Production
  - Direction artistique : Blanche Ravalec
  - Adaptation des dialogues : Carsten Toti

 Source et légende : version française (VF) sur RS Doublage

## Production
Le projet de série policière de Robert De Niro et Richard Price a débuté en octobre 2010 sous le titre Rookies. CBS commande le pilote en janvier 2011 qui sera réalisé par James Mangold.
L'attribution des rôles principaux débute le mois suivant, dans cet ordre : Leelee Sobieski, Judy Marte, Tom Reed et Stark Sands, Adam Goldberg et Terry Kinney.
Le 16 mai 2011, CBS commande la série sous le titre The 2-2 et annonce deux jours plus tard lors des Upfronts qu'elle sera diffusée à la mi-saison. Elle a adopté son titre actuel en décembre 2011.
La diffusion américaine des épisodes ne suit pas l'ordre de production, causant de la confusion parmi le développement de certains personnages.
Le 13 mai 2012, la série a été officiellement annulée. Il était prévu que les neuf épisodes restants soient diffusés durant l'été à partir du 27 mai, mais la série Les Experts : Miami a repris la case horaire. Elle est remise à l'horaire du samedi à 20 h à partir du 7 juillet 2012.

## Épisodes
1. Premiers faux pas (Pilot)
2. Ronde de nuit (Firebomb)
3. Braquages (Thugs and Lovers)
4. Trêve de violence (Lost and Found)
5. Vielle rancune (Self Cleaning Oven)
6. Prise d'otage (Crossing the Rubicon)
7. La Traque (Block Party)
8. Graines de voyous (Schooled)
9. Collision (Playing God)
10. Le Grand Saut (Jumpers)
11. La Rançon (Ransom)
12. Le Bon Samaritain (Samaritans)
13. L'Ordre est la loi (Turf War)

## Accueil
La diffusion du pilote a attiré 8,86 millions de téléspectateurs aux États-Unis ainsi que 1,438 million. Aucun épisode subséquent ne s'est classé dans le Top 30 hebdomadaire des audiences canadiennes.
Au quatrième épisode, la série attirait 6,87 millions de téléspectateurs total, soit plus que la série GCB sur ABC ainsi que l'émission The Celebrity Apprentice sur NBC, mais finissait dernier auprès de la tranche des 18 à 49 ans. Elle a alors été retiré de l'horaire et les épisodes restants ont attiré 3,06 millions en moyenne.